# Battaglia di Velletri (487 a.C.)
La battaglia di Velletri del 487 a.C. si svolse tra l'esercito romano, guidato dal console Tito Sicinio Sabino, e quello dei Volsci guidato dal nobile Attio Tullio. I Romani ebbero la meglio.

## Antefatto
I Volsci, guidati da Attio Tullio, il nobile che aveva causato la morte di Gneo Marcio Coriolano ad Anzio, aveva condotto il proprio esercito nei territori degli alleati di Roma, per attuare la stessa azione militare condotta l'anno prima con successo da Coriolano. Questa volta però i romani risposero inviando un esercito in soccorso dei Velletrani.

## La battaglia
I due eserciti vennero allo scontro in territorio Velletrano, su delle alture aspre e sassose, che impedivano il movimento dei cavalieri. Per gran parte della giornata, i soldati dei due schieramenti si affrontarono senza che uno riuscisse ad avere il sopravvento sull'altro, anche perché i Volsci avevano tratto giovamento dagli insegnamenti avuti da Coriolano

## Conseguenze
Dopo il rientro a Roma dell'esercito, al console Tito Sicinio Sabino fu concesso il trionfo.